# Johann Ungnad von Weißenwolff

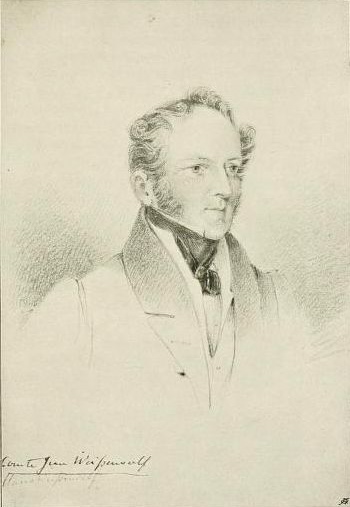
Johann Graf Ungnad von Weißenwolff (Zeichnung von Gräfin Lulu von Thürheim)

Johann Nepomuk Graf Ungnad von Weißenwolff (* 11. Mai 1779 in Wien; † 27. April 1855 in Linz) war ein österreichischer Offizier und Politiker.

## Biografie
Er stammte vom hochadeligen Geschlecht derer von Ungnad von Weißenwolff. wurde 1809 Major des 5. niederösterreichischen Landwehrbataillons, 1812–1814 diente er im Infanterie-Regiment Nr. 59, daraufhin 1815–1819 als Oberstleutnant im Infanterie-Regiment Nr. 14. 1819 schied er aus dem aktiven Dienst aus.
Ab 1825 war Graf Weißenwolff Fideikommissherr von Steyregg, Spielberg, Luftenberg, Lustenfelden und Parz in Oberösterreich sowie Obersterblandhofmeister und Vorsitzender im oberösterreichischen Herrenstand.
1848 übernahm er das Oberkommando der Linzer Nationalgarde zur Niederschlagung der revolutionären Umtriebe in Linz.
Von 1848 bis 1855 war er Vorstand des Linzer Museums und Präsident der oberösterreichischen Landwirtschaftsgesellschaft. Außerdem war er seit 1809 k. k. Kommandant und seit 1837 Kommandant des Leopoldsordens.
Er war seit 1815 mit Sofie Gabriele Gräfin Breuner (1794–1847) verheiratet.
Ungnad von Weißenwolff war auch ein Mäzen der Künste. Franz Schubert, der sich 1825 eine Zeitlang bei der gräflichen Familie aufhielt, schrieb an seine Eltern: „In Steyregg kehrten wir bei der Gräfin Weißenwolff ein, die eine große Verehrerin meiner Wenigkeit ist, alle meine Sachen besitzt und auch manches recht hübsch singt.“ Die Lieder Schuberts aus Walter Scotts „Fräulein vom See“ (op. 52), die ihren besonderen Beifall fanden, sind ihr gewidmet.

## Nachruf
In seinem Nachruf heißt es: „Seinen ehemaligen Untertanen war er ein milder Herr; heiter, geistreich, ein Freund seiner Freunde, ein Mäzen der Künste und Wissenschaften, unerschöpflich im Wohltun, unerschütterlich treu seinem Monarchen, voll tiefem und wahren religiösen Gefühl, war Graf Weißenwolff das Bild eines echten Edelmanns.“